# Крылов, Константин Александрович
Константин Александрович Крылов (1860—1930) — русский военачальник, генерал от инфантерии. Участник похода в Китай 1900—1901 годов, первой мировой и гражданской войн.

## Биография
Образование получил в Виленском реальном училище (1879), окончил 1-е военное Павловское училище (1881), Николаевскую академию Генерального штаба (1887, 1-й разряд).
Старший адъютант штаба 14-й кавалерийской дивизии (26.11.1887-25.12.1888).
Начальник строевого отдела штаба Двинской крепости (25.12.1888-7.03.1894).
Штаб-офицер для особых поручений при штабе 3-го армейского корпуса (7.03.1894-22.06.1895).
Начальник строевого отдела штаба Либавской крепости (22.06.1895-27.03.1898).
Штаб-офицер при управлении 5-й стрелковой бригады (27.03.1898-12.01.1904).
В прикомандировании к артиллерии (1.05.-1.07.1903), в прикомандировании к кавалерии (1.07.-1.08.1903).
Командир 130-го пехотного Херсонского полка (12.01.1904-14.12.1906), принимал участие в подавлении Гурийской республики. Генерал-майор (12.09.1906).
Начальник Киевского военного училища (14.12.1906-22.10.1914). Генерал-лейтенант (12.09.1912).
Начальник 35-й пехотной дивизии (22.10.1914).
Командир 33-го армейского корпуса (23.09.1915-8.06.1917). Генерал от инфантерии (1917).
В резерве чинов при штабе Киевского военного округа (8.06.1917).
Во время Гражданской войны в Вооружённых силах Юга России. В эмиграции в Югославии.

## Награды
- Награждён орденами Св. Станислава 3-й степени (1890); Св. Анны 3-й степени (1894); Св. Станислава 2-й степени (1901); Св. Анны 2-й степени (1904); Св. Станислава 1-й степени (Высочайший приказ от 06.12.1912); Св. Георгия 4-й степени (ВП 16.04.1915); Георгиевским оружием (ВП 14.06.1915); Св. Владимира 2-й степени с мечами (ВП 21.07.1916).